# Doce hombres sin piedad (TVE)

«Doce hombres sin piedad» es un drama televisivo emitido el 16 de marzo de 1973 por Televisión Española dentro de su programa Estudio 1. Fue dirigido por Gustavo Pérez Puig y protagonizado por José María Rodero, José Bódalo, Luis Prendes, Ismael Merlo y otros reputados actores españoles del momento. Es uno de los programas dramáticos más recordados de la España de la época, hasta el punto de haber sido reemitido de nuevo en diversas ocasiones. Se trata de una adaptación del drama televisivo «Twelve Angry Men», escrito por Reginald Rose y emitido en 1954 por la cadena estadounidense CBS.
Previamente, TVE había emitido otras dos adaptaciones de la misma obra en 1959 y 1961, pero, al ser emisiones en directo, no se conserva ninguna grabación de las mismas.

## La obra
El 20 de septiembre de 1954, la cadena CBS emitió, dentro de su programa Studio One, el drama «Twelve Angry Men» (título traducible como "Doce hombres enojados"). A diferencia de otros episodios de ese espacio, no se trataba de la adaptación de una obra teatral o de una novela, sino de una obra original escrita para la televisión por Reginald Rose. Se emitió en un riguroso directo organizado por el director Franklin Schaffner y estaba protagonizada por Robert Cummings y Franchot Tone, entre otros. La trama presentaba la deliberación a puerta cerrada de un jurado en un proceso penal por asesinato.
El impacto de la emisión fue considerable, tanto en el público como en la crítica. Fue galardonada con tres premios Emmy: uno para Schaffner como director, otro para Rose como guionista y el tercero para Cummings como mejor actor. Además, el propio Rose escribió al año siguiente una adaptación para el teatro, algo sencillo dado que la acción se desarrolla en un solo espacio. 
En 1957 se estrenó una versión cinematográfica producida por el propio Rose y el actor Henry Fonda, que se reservó el protagónico papel del jurado número 8. 12 Angry Men, primer filme del director Sidney Lumet, contaba con un excelente reparto y extendió la fama de la obra por todo el mundo.

## Antecedentes

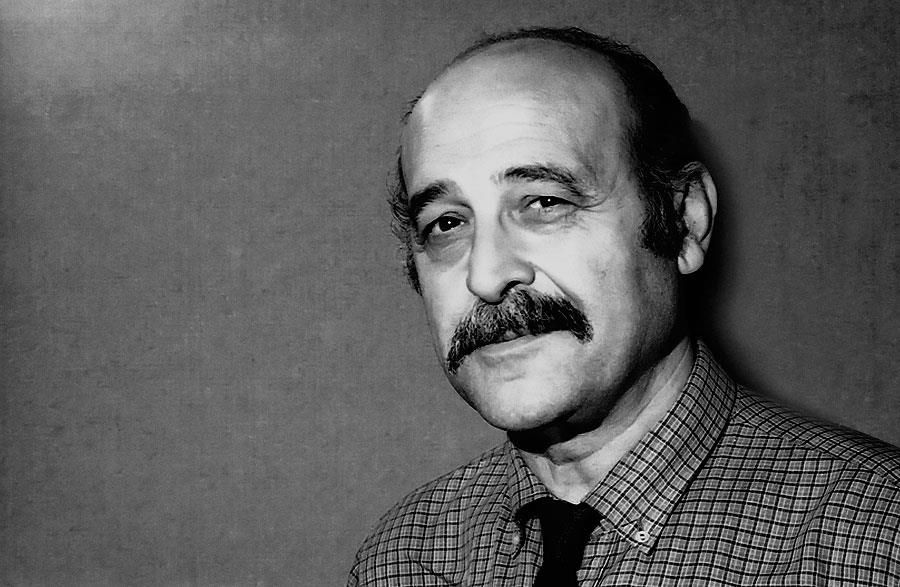
Jesús Puente protagonizó las dos versiones emitidas en directo por TVE.

Desde su fundación en 1956, Televisión Española (TVE) incluyó en su programación dramatizaciones consistentes en adaptaciones de obras teatrales y novelas. El estreno  en 1958 de 12 Angry Men —cuyo título en España fue Doce hombres sin piedad— dio a conocer el drama de Reginald Rose. Ello permitió que el 26 de enero de 1959 la cadena estatal emitiese en directo una versión de la obra dentro del programa Fila Cero. El guion de Rose había sido traducido por Enrique Rincón, y la obra fue dirigida por el realizador habitual del programa, Juan Guerrero Zamora. Con ocho ensayos dedicados a la interpretación y otro adicional para planificación e instrucciones a los operadores, el propio realizador advertía de que el resultado no podía ser comparable al de la película debido a la falta de medios. La obra proporcionó por primera vez papeles importantes en TVE a actores como Jesús Puente, José Bódalo y Paco Morán.
La excelente acogida del programa hizo que el 30 de enero de 1961 se volviera a programar la obra dentro del espacio Gran Teatro. Puesto que no existía grabación de la versión anterior, se realizó otra, nuevamente dirigida por Guerrero Zamora. Se contó con decorados de Bernardo Ballester e iluminación de César Fraile, y con dos únicas cámaras para una emisión realizada nuevamente en directo. El reparto estaba conformado por Ramiro Benito, Fernando Anguita, José Bódalo, Ángel Menéndez, Alfonso Gallardo, Manuel Torremocha, Joaquín Escolá, Jesús Puente, Antonio Moreno, José Calvo, Mario Moreno e Ignacio de Paúl. Guerrero Zamora comentaba que la obra, a pesar de que ya la conocía por la versión anterior, tenía tres dificultades: el ritmo, ya que no hay un argumento propiamente dicho; la diferenciación de personajes, puesto que son numerosos; y la combinación de desplazamientos de las dos cámaras empleadas. Tampoco de esta emisión se conserva grabación alguna.
Desde 1965 el gran espacio dramático en TVE fue Estudio 1, que emitía adaptaciones de obras teatrales, novelas y otros textos. Era la época dorada de los programas dramáticos de producción propia en las televisiones europeas. Unos años más tarde, en 1973, se decidió volver a realizar una nueva versión televisiva de la obra de Rose. Se encargó la dirección a Gustavo Pérez Puig, quien realizó un meticuloso casting hasta conseguir un reparto realmente excepcional para la España de la época.

## Sinopsis
En una tarde de un viernes sumamente caluroso, doce miembros de un jurado de Nueva York se reúnen para deliberar tras un juicio que ha durado cinco días. La acusación es de homicidio con premeditación. La decisión debe ser tomada por unanimidad, y si es de culpabilidad, conlleva la pena de muerte en la cámara de gas. El acusado es un joven de diecinueve años y la víctima era su padre. Se celebra una primera votación y solo el jurado número 8 vota por la inocencia. Afirma que cree que, dada la gravedad de la pena, deben dedicar algo más de tiempo al análisis del caso. Se decide dar un turno de palabra a cada uno para intentar convencer al disidente. Las pruebas parecen contundentes: el anciano que vivía en el piso de debajo oyó las palabras amenazadoras del joven y el ruido del cuerpo de la víctima al caer, salió a la escalera y vio salir al joven; la coartada del acusado es endeble, pues dijo haber estado en el cine pero nadie le vio allí y no supo decir a la policía la película que vio, ni los actores que trabajaban en ella; la vecina de enfrente vio el crimen a través de las ventanillas de un tren; los vecinos dijeron que había habido esa tarde una pelea entre padre e hijo durante la que el padre golpeó al joven; el historial delictivo del acusado es extenso... La temperatura y las discrepancias caldean los ánimos y provocan varios enfrentamientos. Finalmente, los jurados 3 y 4 recuerdan que la navaja que se encontró clavada en el pecho de la víctima era igual que una que había comprado el acusado esa misma tarde y que tenía un aspecto peculiar. El joven dijo que debió haber perdido la navaja. Cuando el alguacil les trae la navaja, el número 4 la clava sobre la mesa de forma contundente haciendo notar que es muy particular y probablemente única. El 8 replica sacando una navaja idéntica y clavándola sobre la mesa.
Tras el golpe de efecto, el número 8 propone desbloquear la discusión con una votación secreta en la que él no participará. Si los once votan por la culpabilidad, él aceptará la decisión; si alguno vota «inocente», continuará la discusión. El jurado número 9 rompe la unanimidad y sigue el debate. Se discute el testimonio del anciano que vivía debajo de la víctima. El número 8 dice que no pudo oír las voces con el ruido del tren que pasaba. El número 9 cree que el anciano pudo exagerar su testimonio para obtener un momento de notoriedad. El número 5 cambia su voto. El número 11 se pregunta por qué volvió el acusado al lugar del crimen, dudas que son respondidas por otros. Una nueva votación añade al número 11 al bando de la inocencia, ocho contra cuatro. Se discute si el anciano pudo llegar desde su dormitorio hasta la puerta a tiempo de ver salir al acusado. El número 8 hace un experimento recorriendo la sala arrastrando la pierna y concluye que fue imposible que el viejo llegara a tiempo.
La demostración y una discusión entre los números 8 y 3 convencen a otros y se produce un empate a seis. Como el número 4 insiste en que el acusado no recordaba nada de la película que supuestamente había visto, el número 8 le pregunta lo que había hecho los últimos días. Finalmente acepta que el lunes estuvo en el cine y demuestra haber olvidado algunos detalles de una de las películas que vio. Se discute después a instancias del número 2 la forma en que se clavó la navaja: desde arriba hacia abajo a pesar de que el acusado era quince centímetros más bajo que la víctima. El número 3 hace una peligrosa demostración usando al número 8 como blanco, pero el número 5 —con conocimiento del tema debido a su origen social— afirma que un joven experimentado nunca hubiera usado así el arma. La discusión mueve a otros tres jurados a decantarse por la inocencia. Un discurso cargado de prejuicios del número diez provoca el rechazo unánime de sus compañeros. El número cuatro insiste entonces en el testimonio visual de la vecina de enfrente. Es entonces el número 9 quien recuerda que la testigo tenía marcas que indicaban que utilizaba gafas, y que no las llevaría estando acostada. Esto hace que el número 3 se quede solo defendiendo la culpabilidad, hasta que modifica su decisión y se acuerda un veredicto de inocencia por unanimidad.

## Dirección y realización
Para dirigir la obra, TVE recurrió a uno de sus realizadores más habituales en Estudio 1. Gustavo Pérez Puig había comenzado su relación con las tablas en el Teatro Español Universitario (TEU), germen de otras muchas vocaciones en la época. Allí dirigió el tardío estreno mundial de Tres sombreros de copa, de Miguel Mihura, el de Escuadra hacia la muerte, de Alfonso Sastre, y otras representaciones destacadas. Pasó después al teatro comercial con gran éxito. En 1956 comenzó a trabajar en TVE, donde llegó a ser uno de los realizadores de más prestigio en diversos tipos de programas. En Teatro Apolo utilizó por primera vez la técnica del play-back. Desde 1959 venía realizando programas dramáticos, faceta en la que era uno de los más destacados profesionales de la casa.
El riesgo que implicaba la obra era considerable, puesto que la acción transcurre casi íntegramente en una única sala, con los personajes sentados alrededor de una mesa. Eso implicaba problemas relacionados con el «salto de eje» en relación no solo con la situación de los personajes, sino también con sus miradas. Pérez Puig se ocupó de la adaptación del programa original de Reginald Rose —ignoró la versión cinematográfica y la adaptación teatral para ir directamente a la obra televisiva—, modificando algunos diálogos y concibiendo el decorado y el mobiliario. También se ocupó de la dirección dramática y de la realización televisiva. En esta ocasión —la tercera versión en TVE— no se emitió en directo, sino que se grabó en vídeo con un par de cámaras.
En primer lugar, Pérez Puig realizó una magnífica selección de actores, todos ellos habituales de TVE. Algunos habían sido o seguían siendo primeras figuras del teatro; otros eran secundarios habituales en el cine; todos eran destacados profesionales de la interpretación. Además, el realizador utilizó recursos teatrales y televisivos que situaron a Estudio 1 en el nivel más alto de su historia. La obra comienza con la cámara siguiendo a un silencioso agente judicial que coloca bolígrafos y cuadernos en la mesa de la sala de deliberaciones mientras por el altavoz se oye la voz del juez dando instrucciones a los miembros del jurado. Tras esta introducción, los jurados entran uno a uno —por orden de su numeración— lo que sirve para presentar a los actores mediante los títulos de crédito. De esta forma se presenta el escenario, el tema y a los numerosos actores presentes para que el público pueda identificarlos, a lo que ayuda el ser rostros conocidos de la pequeña pantalla. La música que ilustra dichos créditos, los intermedios y los títulos finales es la versión que el grupo británico The Animals hizo del tradicional tema «La casa del sol naciente».
Otros recursos fueron la presencia de la sombra del agente a través del cristal traslúcido de la puerta, o la utilización por primera vez en TVE de giros de cámara de trescientos sesenta grados. Según relató el propio Pérez Puig posteriormente, en la obra hay más de cuatrocientos cincuenta emplazamientos de cámara distintos. El uso de los planos generales, planos medios y primeros planos ha sido ampliamente elogiado. Se alternan los momentos de tensión con otros de mayor calma y análisis.

## Los actores y sus personajes
- Jurado número 1. Fue interpretado por Jesús Puente. Su vinculación al TEU le hizo abandonar sus estudios de Medicina. Trabajó en el teatro en diversas compañías, labor que alternó con pequeños papeles alimenticios en el cine. También ejerció como actor de doblaje, prestando su voz a actores como James Stewart, Karl Malden o Alec Guinness. Pero su popularidad se la dio la televisión, gracias a su temprana colaboración con TVE en numerosas piezas de Estudio 1 y otros programas dramáticos. Puente conocía ya Doce hombres sin piedad, pues había participado en las dos emisiones en directo realizadas con anterioridad, interpretando nada menos que al protagónico jurado número 8. En esta ocasión interpretó al número 1, que ejerce también como presidente del jurado. Se encarga de la relación con el exterior a través del alguacil, organiza las votaciones e intenta dirigir el debate hasta que este escapa a su control. En la primera votación es el primero en pronunciarse por la culpabilidad del acusado.

- Número 2. Pedro Osinaga más joven que Puente, había comenzado en el ámbito de la zarzuela para luego derivar en el teatro hablado. De hecho, había conocido pocos meses antes su mayor éxito con el estreno de Sé infiel y no mires con quién en el Teatro Maravillas, obra que permanecería en cartel durante once años. También había actuado en algunos dramáticos en televisión. En esta obra interpreta a un empleado de banca dubitativo e inseguro que no sabe explicar las razones de su voto. Sin embargo, una vez que se decide por la inocencia, será él quien plantee las dudas relativas al ángulo en que se clavó la navaja.

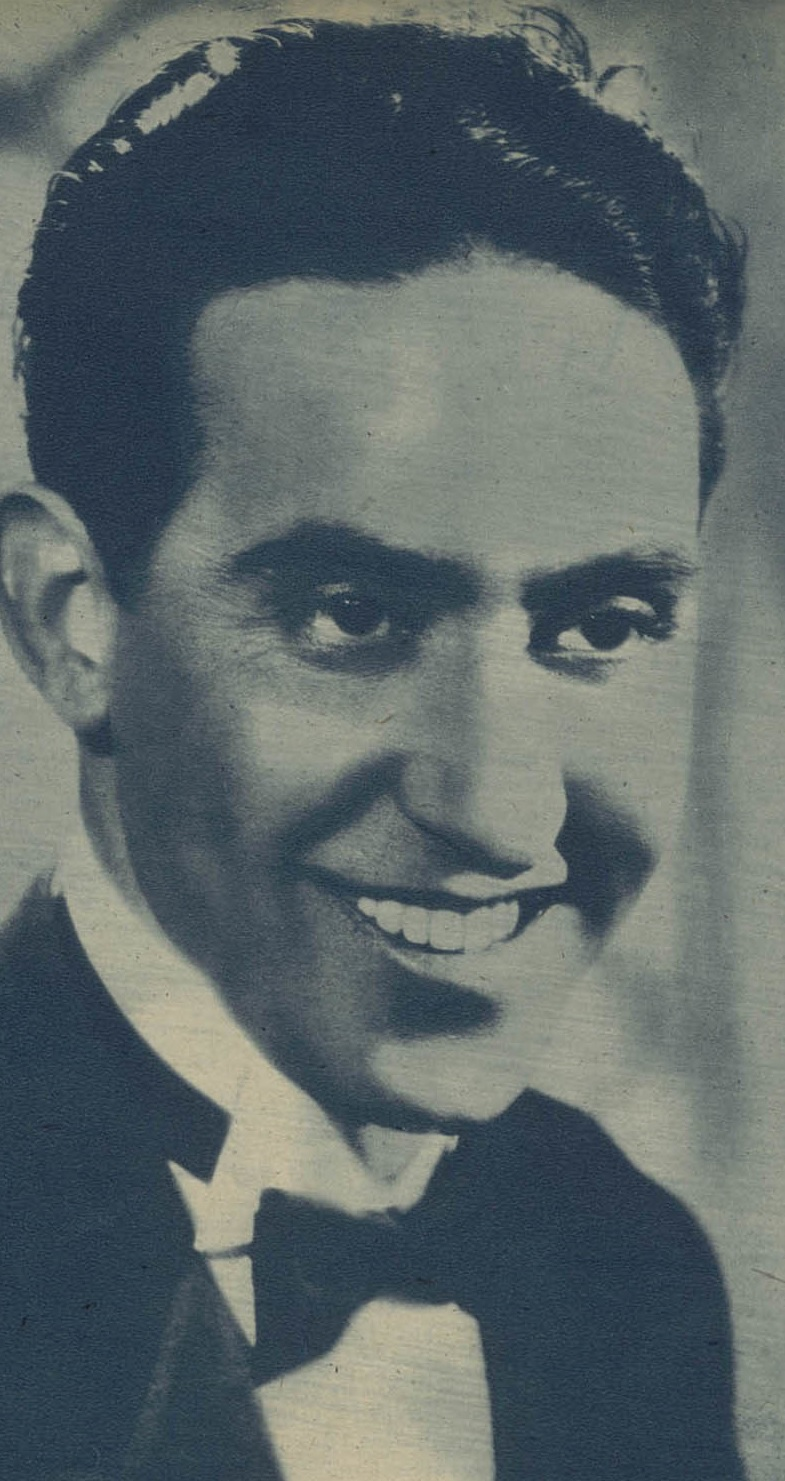
Luis Prendes —en la foto con treinta años menos— encarnó al frío jurado número 4.

- Número 3. José Bódalo, intérprete de más edad que los anteriores, era hijo de actores y llevaba el teatro en la sangre. La Guerra Civil interrumpió sus estudios de medicina y le aconsejó abandonar España. Regresó en 1947 ya convertido en actor. Trabajó con éxito en teatro, que alternó con papeles cinematográficos secundarios —su físico le impedía ejercer de galán— pero de cierta importancia.[nota 1] Cuando llegó la televisión, fue asiduo a los programas dramáticos, lo que incrementó su popularidad. Fue durante años primer actor en la compañía de Tina Gascó, alcanzando numerosos éxitos en el escenario. Bódalo conocía perfectamente el papel por haberlo interpretado doce años antes en una emisión en directo. El jurado número 3 es un hombre hecho a sí mismo que, desde la nada, ha creado una empresa de transporte con más de treinta empleados. Defiende con apasionamiento el veredicto de culpabilidad hasta el punto de ser el último en cambiar de criterio. Sin embargo, él mismo deja traslucir que el motivo principal de su postura es un conflicto familiar con su hijo que le provoca un marcado rencor hacia el joven acusado.

- Número 4. Luis Prendes era otro veterano del teatro y del cine. Abandonó sus estudios en la Escuela Naval para dedicarse a la interpretación. Triunfó principalmente en el teatro, llegando a ser primer actor en el Teatro María Guerrero. También trabajó en muchas películas e hizo doblaje. Era otro de los habituales de los programas dramáticos de TVE. Su personaje es un corredor de bolsa frío y analítico que se inclina por la culpabilidad debido al peso de las pruebas. Será uno de los últimos en cambiar de opinión, y lo hará cuando otros compañeros le hagan ver la endeblez de las pruebas.

- Número 5. Manuel Alexandre era ya uno de los actores de reparto más conocidos de España. Aunque se inició en el teatro y trabajó frecuentemente en él, fue el cine el que le dio a conocer a muchos espectadores. Colaboró en numerosas películas dirigidas por Berlanga, Bardem o por su amigo Fernando Fernán Gómez. En menor medida, trabajó también en televisión, lo que contribuyó a su popularidad. El jurado número 5 es un hombre que procede de uno de esos barrios bajos a los que otros miembros del jurado se refieren con desprecio, lo que hará que se enfrente a ellos. Quizá por este motivo es el segundo jurado que cambia su voto siguiendo al número 8. También hará una demostración práctica de como se utiliza una navaja, ya que afirma gráficamente que ha visto más peleas a navaja que apretones de manos.

- Número 6. Antonio Casal también se inició en el teatro, pero consiguió un gran relieve en el cine durante los años 1940. Fue uno de los principales galanes de la época, dotado de una gran vis cómica. Su carrera sufrió notables altibajos, pero para 1973 había recuperado su popularidad gracias a la televisión. El año anterior se había emitido por TVE Plinio —basada en las novelas de García Pavón protagonizadas por el personaje de este nombre— y en aquel momento se emitía Animales racionales. A pesar de sus 62 años, encarna con solvencia al número 6, un obrero más joven que exige respeto hacia el anciano número 9.

- Número 7. Sancho Gracia era mucho más joven que los anteriores, al igual que Osinaga. Se había formado como actor en Uruguay y había regresado a España en 1962 con la intención de trabajar en el cine. Actuó también en teatro y había comenzado a adquirir fama en televisión participando en varias series y en diversos programas de Estudio 1 y otros espacios dramáticos similares. Quizá la mayor popularidad se la dio la telenovela Los tres mosqueteros, donde interpretó con gran brío al mismísimo D'Artagnan. En «Doce hombres sin piedad» interpreta a un representante comercial de comportamiento vulgar y que está más preocupado por terminar pronto con el juicio para poder asistir a un partido de los Yankees que por el resultado del veredicto.

- Número 8. José María Rodero era uno de los intérpretes más respetados del teatro español. Abandonó de joven sus estudios en la Escuela Superior de Ingenieros Agrónomos atraído por los escenarios. No tardó en ser primer actor en el Teatro María Guerrero. Su actuación en En la ardiente oscuridad (1950) le proporcionó el éxito y abrió una larga colaboración con Antonio Buero Vallejo. En los años 1960 alcanzó las cotas más altas de éxito de público y crítica a las órdenes de José Tamayo. No tuvo el mismo éxito en el cine, en el que colaboró con frecuencia pero en papeles de poco protagonismo. La televisión le acercó al gran público, y llegó a repetir en este medio algunos de los papeles con los que había triunfado en el teatro: El caballero de las espuelas de oro (adaptada en 1968), Calígula (en 1971) o El concierto de San Ovidio (en 1973). Su personaje del número 8 es el principal de la obra; un arquitecto que no quiere que se condene a muerte al acusado sin discutir las pruebas practicadas. Consigue vencer el temor a enfrentarse en solitario a los otros once jurados y, poco a poco, obtiene el apoyo de otros.

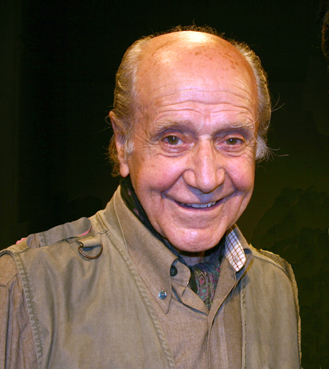
Manuel Alexandre —en la foto con treinta años más— interpretó al jurado procedente de un suburbio.

- Número 9. Carlos Lemos era el de más edad en el reparto. Hijo y nieto de actores, tras una infancia en la que se vio sumido en la pobreza llegó a triunfar en los escenarios, llegando a ser primer actor de la compañía Lope de Vega. Con ella obtuvo un enorme triunfo con el estreno en España en 1952 de Muerte de un viajante. Intervino poco en el cine, que no llegó a interesarle. En cambio, trabajó con frecuencia en televisión, convirtiéndose en uno de los más conocidos y respetados actores del medio. En TVE interpretó adaptaciones de La barca sin pescador, Cerca de las estrellas (1966), La casa de los siete balcones y Nunca es tarde (1967), entre otras muchas. Pese a sus sesenta y tres años interpreta con convicción a un jubilado que apoya al número 8 cuando este es el único dispuesto a debatir el veredicto. Finalmente aportará el dato definitivo al hacer notar a los demás que la principal testigo de cargo podía ser corta de vista.

- Número 10. Ismael Merlo era otro hijo de actores. Tras resultar herido durante la guerra civil —en la que combatió en el bando republicano— se dedicó al teatro. Tuvo también cierto éxito en el cine, pero lo dejó de lado al cabo de un tiempo. Lo retomaría años después y, a diferencia de alguno de sus compañeros, podía presumir de su relevante papel en la emblemática La caza, de Carlos Saura. En TVE se convirtió en una cara conocida, trabajando en numerosos espectáculos dramáticos. El número 10 insiste encarnizadamente en el veredicto de culpabilidad llevado por arraigados prejuicios contra el acusado. Finalmente quedará en evidencia y será rechazado por el resto de los miembros del jurado, que le vuelven la espalda uno a uno. Aunque en la obra no se ve al acusado y los diálogos tampoco lo dicen explícitamente, se tiende a interpretar que es el racismo lo que impulsa al personaje.

- Número 11. Fernando Delgado era también hijo de actores y pisó los escenarios desde niño. Se abrió camino en el teatro, y en 1949 fue parte del elenco del trascendental estreno de Historia de una escalera. Además del teatro, rodó algunas películas. Pero trabajó mucho más en televisión, en infinidad de programas dramáticos. Encarna a un relojero nacido fuera de los Estados Unidos, un refugiado político.[nota 2] Eso le hará soportar comentarios despectivos de alguno de sus compañeros. Será el tercero en cambiar su voto, persuadido por los argumentos del número 8.

- Número 12. Rafael Alonso era otro habitual secundario. Destacó en 1952 con su actuación en El baile, y pasó luego al cine de la mano del mismo Edgar Neville. Con él como director interpretó de nuevo el mismo papel en la versión cinematográfica de 1959, siendo repetidamente premiado por ello. Participó después en numerosos filmes desempeñando papeles de reparto, generalmente cómicos. También intervino en algunos dramáticos de televisión, donde volvió a interpretar el mismo personaje de El baile. Su personaje es un voluble creativo de publicidad que cambia su voto en tres ocasiones.

## Trascendencia
Son numerosos los espectadores que han recordado Doce hombres sin piedad como el mejor programa de Estudio 1. También los profesionales que intervinieron en su realización lo consideraron siempre como un éxito profesional importante en sus carreras. Gustavo Pérez Puig consideraba que era «lo mejor que he hecho o de lo mejor». Los intérpretes siempre la consideraron como uno de los momentos cumbre de sus carreras, al menos en televisión. Los estudiosos del tema han calificado sus actuaciones como magistrales. De hecho, Doce hombres sin piedad suele ser citada como ejemplo «canónico» de los programas dramáticos de TVE, alcanzando un nivel que no sería superado, ya que el generó entró en decadencia poco después.
Prueba de la impronta que la obra dejó en el público es que, ya en el siglo XXI, la versión de Pérez Puig fue editada en DVD dentro de una selección de programas míticos. Y en fecha tan tardía como 2020 fue retransmitida de nuevo por TVE en un programa doble como complemento a la emisión de la versión cinematográfica de Sidney Lumet. Actualmente está disponible su visionado en RTVE Play.